# Gruppo di NGC 2595
Il Gruppo di NGC 2595 comprende almeno 10 galassie situate nella costellazione del Cancro.

## Descrizione
La distanza media tra il centro di massa di questo gruppo e la nostra Via Lattea è di circa 228 milioni di anni luce (69,9 Mpc).

## Membri
Nella tabella sottostante sono riportati i membri del gruppo indicati da Garcia nel suo articolo del 1993.
| Nome         | Classificazione | Tipologia           | RA (J2000.0)  | DEC (J2000.0) | Velocità radiale (km/s) | Magnitudine apparente | Distanza di Hubble | Dimensioni (kal) |
| ------------ | --------------- | ------------------- | ------------- | ------------- | ----------------------- | --------------------- | ------------------ | ---------------- |
| NGC 2582     | (R')SAB(s)ab    | Spirale intermedia  | 08h 25m 12.1s | 20° 20′ 05″   | 4411 ± 2                | 13,1                  | 68,6 ± 4,8         | 84               |
| NGC 2595     | SAB(rs)c        | Spirale intermedia  | 08h 27m 42.0s | 21° 28′ 45″   | 4334 ± 1                | 12,3                  | 67,5 ± 4,7         | 211              |
| NGC 2598     | SBa?            | Spirale barrata     | 08h 30m 02.5s | 21° 29′ 19″   | 4572 ± 3                | 13,6                  | 71,0 ± 5,0         | 95               |
| MGC 4-20-47  | Sa              | Spirale             | 08h 23m 55.3s | 20° 58′ 32″   | 4706 ± 2                | 13,050 ± 0,003        | 73,0 ± 5,1         | 74               |
| UGC 4386     | Sb              | Spirale             | 08h 24m 01.5s | 21° 01′ 38″   | 4630 ± 2                | 11,02 ± 0,22          | 71,8 ± 5,0         | 144              |
| UGC 4399     | Sdm?            | Spirale magellanica | 08h 26m 07.4s | 21° 27′ 24″   | 4480 ± 2                | 13,25                 | 69,6 ± 4,9         | 68               |
| UGC 4400     | Sdcd            | Spirale             | 08h 26m 05.6s | 21° 40′ 03″   | 4392 ± 1                | 14,11                 | 68,3 ± 4,8         | 109              |
| UGC 4424     | Sb              | Spirale             | 08h 28m 07.5s | 20° 15′ 44″   | 4438 ± 1                | 13,87 ± 0,05          | 69,1 ± 4,8         | 96               |
| CGCG 119-77  | S0              | Lenticolare         | 08h 22m 53.0s | 21° 04′ 41″   | 4440 ± 2                | 13,338                | 69,0 ± 4,8         | 55               |
| CGCG 119-101 | S0              | Lenticolare         | 08h 27m 01.4s | 21° 42′ 24″   | 4572 ± 2                | 13,251                | 71,0 ± 5,0         | 52               |

Il sito DeepskyLog permette di trovare agevolmente le costellazioni in cui sono situate le galassie; in alternativa si possono utilizzare le coordinate delle galassie per individuarle. Se non altrimenti indicato, le coordinate sono quelle fornite dal sito NASA/IPAC (National Aeronautics and Space Administration / Infrared Processing and Analysis Center).